# Bothaville
Bothaville is een plaats in de Zuid-Afrikaanse provincie Vrijstaat.
Bothaville telt 4152 inwoners (2011).

## Subplaatsen
Het nationaal instituut voor de statistiek, Stats SA, deelt sinds de census 2011 deze hoofdplaats in in 3 zogenaamde subplaatsen (sub place):
Bothaville Industrial • Bothaville SP • Meyershof.